# Tratado de investimento bilateral
Um tratado bilateral de investimento (em inglês: Bilateral investment treaty) (BIT) é um acordo que estabelece os termos e condições para o investimento privado por nacionais e empresas de um estado em outro estado. Esse tipo de investimento é denominado investimento estrangeiro direto (IED). Os BITs são estabelecidos por meio de pactos comerciais. Um precursor do BIT no século XIX é o "tratado de amizade, comércio e navegação". Esse tipo de tratado ganhou destaque após as Guerras Mundiais, quando os países desenvolvidos queriam proteger seus investimentos nos países em desenvolvimento contra a expropriação.
A maioria dos BITs concede investimentos  feitos por um investidor de um Estado Contratante no território do outro - uma série de garantias, que normalmente incluem tratamento justo e equitativo, proteção contra expropriação, transferência gratuita de meios e proteção e segurança totais. A característica distintiva de muitos BITs é que eles permitem um mecanismo alternativo de resolução de disputas, por meio do qual um investidor cujos direitos sob o BIT tenham sido violados poderia recorrer à arbitragem internacional, muitas vezes sob os auspícios do Centro Internacional para Resolução de Disputas de Investimento, em vez de processar o Estado de acolhimento nos seus próprios tribunais. Esse processo é chamado de solução de controvérsias entre investidores e estados.
O primeiro BIT do mundo foi assinado em 25 de novembro de 1959 entre o Paquistão e a Alemanha. Existem atualmente mais de 2500 BITs em vigor, envolvendo a maioria dos países do mundo. e nos últimos anos, o número de tratados bilaterais de investimento e acordos comerciais preferenciais, em particular, tem crescido a um ritmo tórrido; praticamente todos os países são membros de pelo menos um. Estados exportadores de capital influentes  normalmente negociam BITs com base em seus próprios textos "modelo" (como o modelo indiano ou americano de BIT). As disposições ambientais também se tornaram cada vez mais comuns em acordos internacionais de investimento, como os BITs.:104Como parte do esforço para reformar os padrões substantivos de proteção ao investimento, os estados buscaram introduzir o direito de regulamentar em seus novos BITs.

## Críticas
Os BITs dão direitos aos investidores, mas dão obrigações apenas aos Estados. Embora objeções preliminares por parte dos estados estejam se tornando mais comuns em casos instituídos por BITs, ONGs têm se manifestado contra o uso de BITs  afirmando que eles são essencialmente projetados para proteger investidores estrangeiros e não levam em consideração as obrigações e padrões para proteger o meio ambiente, direitos trabalhistas, disposições sociais ou recursos naturais . Além disso, quando tais cláusulas são acordadas, a formulação é legalmente muito aberta e freqüentemente imprevisível. Uma contra-reivindicação pode ser uma forma de reequilibrar a lei de investimento, permitindo que os Estados registrem reivindicações contra os investidores, como um meio de punir a má conduta dos investidores.